# Nonea decurrens
Nonea decurrens är en strävbladig växtart som först beskrevs av Carl Anton von Meyer, och fick sitt nu gällande namn av G. Don f. Nonea decurrens ingår i släktet nonneor, och familjen strävbladiga växter. Inga underarter finns listade i Catalogue of Life.